# Christian Coleman
Christian Coleman (Atlanta, 6 de março de 1996) é um velocista norte-americano campeão mundial dos 100 metros rasos. Ele tem seis medalhas em Campeonatos Mundiais de Atletismo, três delas de ouro, duas integrando o revezamento 4x100 metros dos Estados Unidos. Também foi campeão mundial indoor dos 60 m em Birmingham 2018 e campeão da temporada de 2018 da Diamond League nos 100 m.